# Liste der Kulturdenkmäler in Hillesheim (Rheinhessen)
In der Liste der Kulturdenkmäler in Hillesheim sind alle Kulturdenkmäler der rheinland-pfälzischen Ortsgemeinde Hillesheim aufgeführt. Grundlage ist die Denkmalliste des Landes Rheinland-Pfalz (Stand: 3. April 2024).

## Denkmalzonen
| Bezeichnung                    | Lage                                                              | Baujahr                     | Beschreibung                                                                                      | Bild                           |
| ------------------------------ | ----------------------------------------------------------------- | --------------------------- | ------------------------------------------------------------------------------------------------- | ------------------------------ |
| Denkmalzone Jüdischer Friedhof | nördlich des Ortes inmitten von Weinbergen; Flur Am Türmchen Lage | Anfang des 19. Jahrhunderts | wohl am Anfang des 19. Jahrhunderts angelegtes Rechteckareal mit 33 Grabsteinen von 1839 bis 1934 | weitere Bilder Fotos hochladen |

## Einzeldenkmäler
| Bezeichnung              | Lage | Baujahr                           | Beschreibung | Bild                           |
| ------------------------ | --- | --------------------------------- | --- | ------------------------------ |
| Gasthaus „Zum Löwen“     | Bahnhofstraße 1 Lage | erste Hälfte des 18. Jahrhunderts | barocker Krüppelwalmdachbau, teilweise Fachwerk, wohl aus der ersten Hälfte des 18. Jahrhunderts, platzbildprägend; im südseitigen Anbau Tanzsaal, um 1900                                                                                             | BW                             |
| Wohnhaus                 | Bahnhofstraße 3 Lage | 1712                              | barockes Fachwerkhaus eines Hakenhofs, teilweise massiv, 1712 (?), zweiteilige Toranlage | BW                             |
| Evangelisches Pfarrhaus  | Dolgesheimer Straße 10 Lage                                                                                             | 1891–93                           | Gelbklinkerbau mit Walmdach, Neurenaissance, 1891–93; rückwärtig Stall- und Remisengebäude; Garten | Fotos hochladen                |
| Evangelische Pfarrkirche | Kirchstraße 6 Lage | 1706                              | barocker Saalbau, bezeichnet 1706 und 1710, unter Einbeziehung von Teilen des romanischen Vorgängers; in der Südwestecke spätgotische Epitaphien; gotischer Westturm, wohl aus dem 14. Jahrhundert, mit Spolien, eine bezeichnet 1204; ortsbildprägend | weitere Bilder Fotos hochladen |
| Wohnhaus                 | Obergasse 1 Lage | 1773                              | ehemaliges evangelisches Pfarrhaus; spätbarocker Walmdachbau, teilweise Fachwerk (verschindelt), bezeichnet 1773, wohl mit älteren Teilen | BW                             |
| Kriegerdenkmal           | Obergasse, bei Nr. 1 Lage                                                                                               | um 1880                           | Kriegerdenkmal 1870/71, Sandstein-Obelisk mit Gusseisen-Adler, um 1880; platzbildprägend | BW                             |
| Gaustein                 | nördlich des Ortes an der L 425 (Gaustraße) und der Gemarkungsgrenze zu Dolgesheim; Flur Auf dem Dolgesheimer Berg Lage | um 1830                           | Straßendenkmal, monumentale klassizistische Säule, um 1830 | Fotos hochladen                |
| Wasserbehälter           | östlich des Ortes; Flur Im Wintersheimer Weg Lage                                                                       | 1906                              | Jugendstil-Typenbau mit gebrochenem Pyramidendach, bezeichnet 1906, Architekt Wilhelm Lenz, Kulturinspektion Mainz | weitere Bilder Fotos hochladen |